# Agnes América Winnipeg Alonso Bollada
Agnes América Winnipeg Alonso Bollada, (6 de agosto de 1939) es la primera persona nacida a bordo del barco Winnipeg.
Es hija de Piedad Bollada y Eloy Alonso, ambos de origen vasco. Nació en el barco que trasladó españoles exiliados en Francia hacia Chile en 1939. Contrajo matrimonio con Marcos Raúl Vergara Quintana, viñamarino. Agnes América Winnipeg Alonso Bollada mantuvo el sentimiento vasco de sus padres, manifestándolo a través de su adhesión a la asociación Eusko Etxea de Valparaíso hasta el día de hoy.

## Nacimiento
Piedad Bollada, madre de Agnes América Winnipeg, embarcó en avanzado estado de gestación a pesar de que el mismo Pablo Neruda intentó evitarlo. Piedad amenazó con tirarse al mar junto a su hijo Justo, de 8 años, si no la dejaban embarcar hacia Chile, temerosa de que el estallido de la Segunda Guerra Mundial empeorara todavía más su situación de refugiados en Francia. 
Dos días después de zarpar, Piedad Bollada dio a luz a su hija de manera prematura, con poco peso y sin uñas pero suficientemente madura como para poder respirar bien. El capitán ordenó que se destinara un puesto especialmente tranquilo para que madre e hija se recuperaran, empleando el calor del sol para favorecer el crecimiento de la pequeña.

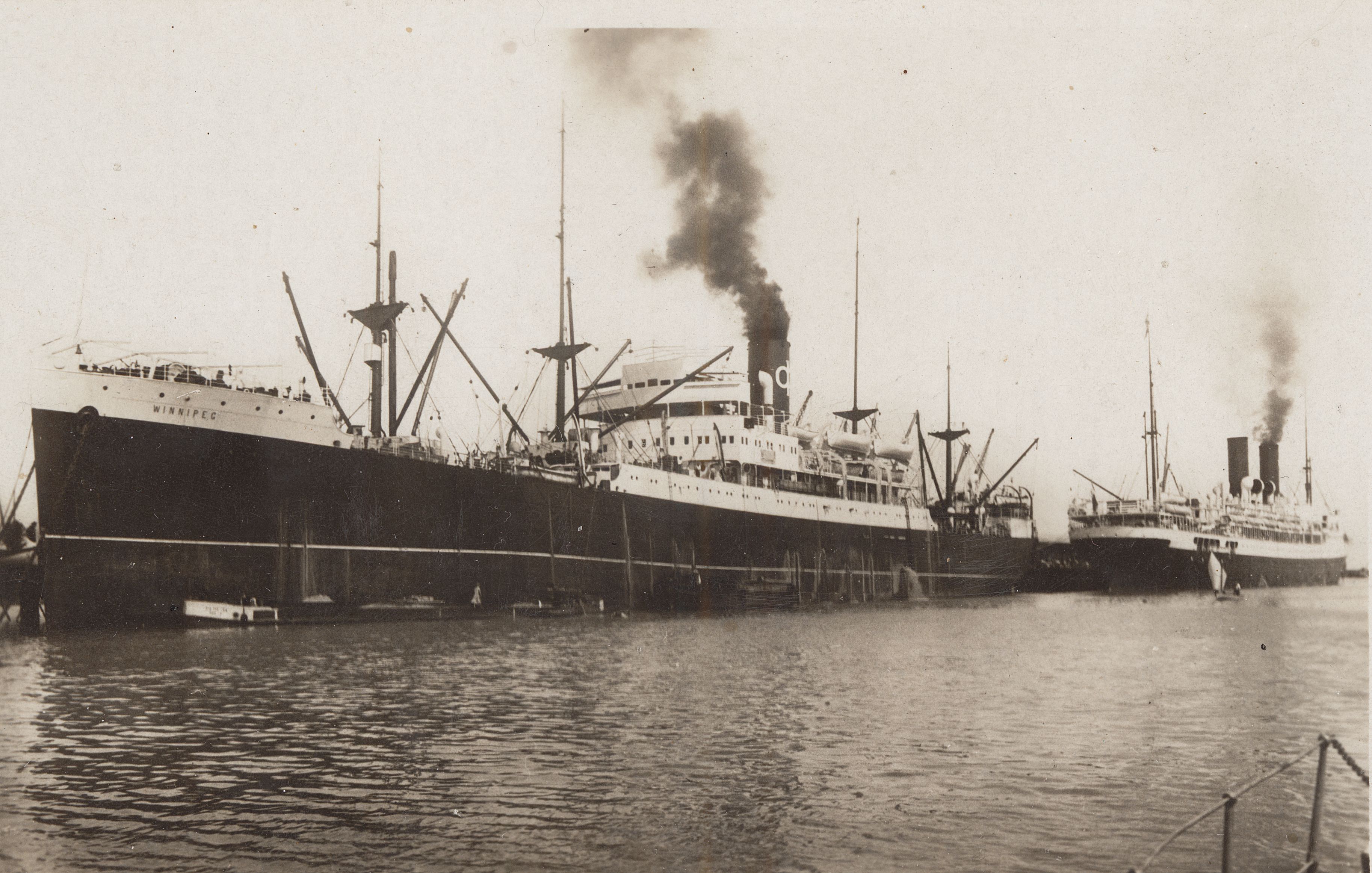
Barco Winnipeg en 1939.

Los padres de Agnes América Winnipeg quisieron que el primer nombre de la niña fuera el mismo que el de la esposa del capitán, en motivo de agradecimiento. El segundo y tercer nombre aluden claramente al deseo de una vida mejor en el continente americano gracias al traslado en el barco Winnipeg.

## Desembarco
La pequeña Agnes América Winnipeg desembarcó en Valparaíso aún sin cumplir el primer mes de vida. Las autoridades sanitarias chilenas determinaron que todo el pasaje del Winnipeg estaba en buenas condiciones de salud, incluida la pequeña bebé, sus padres y su hermano Justo. Eloy Alonso, padre de Agnes América, había trabajado en varios puertos del País Vasco antes de su exilio por lo que decidió probar suerte en el puerto de Valparaíso, aunque pronto cambiaría oficio para ingresar en una fábrica de muebles.

## Nacionalidad
Coincidiendo con el 50 aniversario de la llegada del Winnipeg a Valparaíso, Agnes América Winnipeg empezó un largo procedimiento por conseguir la nacionalidad española. Habiendo nacido en aguas internacionales, a bordo de una embarcación de bandera francesa, poseía la nacionalidad francesa por nacimiento y la chilena entregada a los refugiados. Sin embargo, Agnes deseaba tener la misma nacionalidad que toda su familia de origen, la española, objetivo que conseguiría meses más tarde.[cita requerida]